# 真蓋特機器人 世界最後之日
《真蓋特機器人 世界最後之日》（日语：真ゲッターロボ 世界最後の日）為1998年發售的《蓋特機器人》系列作中第一個OVA作品，本作也是Bandai Visual15周年記念作品。全13話、DVD全4集、影帶全7集。在Bandai Visual 25周年的2007年4月25日發售重製版DVD-BOX、2009年也發售通用媒體光碟（全4集，I、II在5月26日，III、IV在6月26日發售）。2010年9月24日發售了Blu-ray BOX。
2008年7月5日也在日本BS放送的《ANIME+》放送。

## 故事大綱
在宇宙生物侵略者（インベーダー）之戰中，隨著蓋特機器人的活躍而終結。
從那之後的3年…曾被打倒的侵略者再度出現在地球上。而且曾經身為蓋特機器人的開發者、卻被流龍馬（實際上是神隼人）殺害的早乙女博士也跟著復活了。他率領著蓋特G軍團，要來消滅全人類。為了抵抗，已解散的蓋特小隊隊員重新集結，而因為涉嫌殺害早乙女而入獄的龍馬也跟著他們一起前往早乙女研究所。

## 概要
本作的故事背景是被流龍馬殺害的蓋特機器人開發者‧早乙女博士復活，並且率領蓋特飛龍軍團要來對付蓋特小隊。本作中，過去曾登場過的敵人「恐龍帝国」和「百鬼帝国」都未再登場，改成從宇宙出現的未知生命體「侵略者」成為這次的敵人。
本作中有兩篇外傳故事，一篇收錄在原作漫畫《真蓋特機器人》－「偉大戰役」之中，另一篇則是在廣播劇《真蓋特機器人・外傳 月面十年戰爭～戰慄的預感》之中。無論哪一部篇都發生在本作開始前，与《盖塔机器人》原作的世界观各自独立。其廣播劇CD現在雖然已經絕版，但在重製版DVD-BOX中，作為初回特典，而收錄再原聲帶之中（全2枚）。
在本作的港版中，「閃光爆烈」（Shine Spark）與「）同樣譯作「烈光太陽彈」，但其實是兩招不同的招式。而以前曾有在電視播放過，當時譯為《新三一萬能俠》的，在本作則改譯為「三一萬能俠G型」。角色亦由「早乙女美智流」變為「早乙女美芝」。

## 登場人物

### 主要角色
號（聲優：關智一，香港配音：雷霆）
從密封艙中出場的謎之男子。第一話時只有一個頭出現。隨著真龍的提早出場而覺醒，但未能操控真蓋特和真龍。為了阻止重量子炸彈爆炸，於是搭乘真巨熊號和龍馬、隼人一起前往宇宙。但在阻止迎擊失敗後，失蹤了十三年。之就當在早乙女研究所內的凱遇到危機時產生反應，而與真蓋特一起再度登場。由於長相和十三年前一樣不變而嚇到隼人。至於他的真面目則是早乙女博士以自己和女兒滿的DNA加上蓋特線的力量創造出來的人造人。原本預定要讓他與龍馬、隼人的複製人的戈爾、布萊伊一起成為真龍的駕駛，不過計畫卻失敗。日本毀滅後，以守護元氣（溪）為他唯一的目的。當初表現得相當沒有感情、但在與溪一起被真龍吸收後而進化後，逐漸表現出人類的感情。一度因為早乙女博士的陰謀而無法戰鬥，後來與溪和凱一起控制第二形態的真龍擊退侵略者，並且被真龍吸收而死亡。不過為了幫助在宇宙中遭遇危機的溪而再次復活，並且與進化成第三形態的真龍一起前往宇宙。途中和真蓋特會合而回到戰場。操控真蓋特1、真飛龍。
本作中登場的號，與以往系列作中登場的號相比，面貌更為端正，性格也變得更加沉穩。
溪（聲優：日高奈留美，香港配音：周文瑛）
本作女主角。由於被男人一手帶大加上週遭都是男生，所以講話和性格都很男孩子氣。其出生充滿秘密，而她自己也喪失原本的記憶，但相信自己是個孤兒而被弁慶所收養。把弁慶當作自己的「老爸」般而仰慕著。不過她的真面目卻是早乙女的次女、早乙女元氣。由於姐姐和爸爸的死使她的心因此封閉起來，並且被武藏所保護著。之後武藏將她交給弁慶並且當日本毀滅時一起在地下避難所過活。為了保護元氣於是透過弁慶的智慧使她重回女生的身份。13年後成為調查隊一員而從地上出現並且被捲入侵略者和高塔的戰鬥，在早乙女研究所被號所救而成為真獵豹號的駕駛。然後在早乙女博士復活後，回復了以前的記憶，但卻為了與早乙女決鬥而掉入了他的陷阱，於是與要來救她的號一起被真龍吸收。就在從真龍那邊回來後開始對號產生感情。為了追擊消失的真龍而與同伴們一起轉戰各地。但在太平洋的戰鬥中為了守護無法戰鬥的號，與凱一起離開真蓋特。不過透過復活的號的引導進入真龍而擊退了侵略者，但也造成號的死亡。為了阻止木衛三的衝突，於是弁慶等人先搭機前往宇宙而自己與凱則因為沒有座機而留在地球。接著從古田那邊知道了知道了日本政府的行動後而與他會合並且和凱一起前往宇宙。但在和侵略者之戰中因為彈藥用完而被抓，結果讓號感覺到溪遇到危險，於是駕駛真龍奔向宇宙。在被號救出後而與他一起搭乘真龍。操控真蓋特2、真獅虎、修特T23。
在近作中，都把元氣和溪設定成同一人。原型則是來自漫畫版《蓋特機器人號》登場的南風溪。
香港版將角色名稱音譯為「K」。
凱（聲優：松本保典，香港配音：陸頌愚）
自從日本毀滅的13年後，和弁慶等人一起被地下的日本政府命令前往地上調查的軍人。父親過去是蓋特小隊中有名的技師。本人也擔任技師來維修真蓋特。把弁慶看成「大哥」而仰慕著。是個個性溫柔不愛鬥爭，但只要生氣就會相當可怕的人。很早就喜歡溪。在高塔和她會面後，受到號的指示取代受傷的弁慶搭乘真巨熊號。由於戰鬥經驗很少，所以老是拖累大家，但隨著每次的戰鬥累積經驗而可以發揮天生的直覺。當號和溪被真龍吸收時而嚇到，於是與弁慶一起前去搭救他們。當號無法戰鬥時，將真巨熊號還給弁慶而離開。然後受到號的引導而進入真龍操控並且擊退侵略者，但卻造成號的死亡。之後為了新的戰鬥而目送蓋特小隊前往宇宙，但在知道日本政府要阻止木衛三的衝突後而前往宇宙和他們會合。操控宇宙用修特和侵略者戰鬥，但卻和溪一起被它們抓住，然後被號所救而進入真龍裡。就在知道溪喜歡號後，而常常躲開號。操控修特T23、真蓋特3、真波賽頓。
香港版將角色名稱音譯為「加」。
流龍馬（聲優：石川英郎，香港配音：羅偉傑）
因為涉嫌殺害早乙女博士而入獄的A級犯人。在早乙女反叛時，為了消滅早乙女而被假釋並且回到戰場。比起理智常常是情感優先，所以剛開始常有衝動的失控舉動，擁有被稱為蓋特小隊最強之男的優異戰鬥技術，能夠用接近毀壞的蓋特1輕鬆擊破蓋特G。但其頭腦和技術其實也相當高明，還會以瞬間的機智利用蓋特爐產生的核心熔毀，將被丟棄在月球上的蓋特機器人改造成黑蓋特。因此讓早乙女視他為大敵而對他設了陷阱。對侵略者相當冷酷，就算有人被吸收進裡面也會無情地加以攻擊。當初因為隼人殺了早乙女並陷害他入獄而非常痛恨他們，但隨著知道真相後而降低他復仇的慾望，並且和隼人和解。由於被捲入重量子炸彈的爆炸而讓他因此超越次元和空間，並且直接在被丟棄在月球上的蓋特機器人駕駛艙上甦醒。13年後就在其行蹤不明時，以完全不變的模樣出現在弁慶等人面前。操控蓋特1、黑蓋特、真蓋特1。
本作中，龍馬的服裝與石川賢原作漫畫《魔獸戰線》主角：來留間慎一相當相似。
神隼人（聲優：内田直哉，香港配音：曾秉輝）
殺害早乙女博士的兇手。為了繼承博士遺志，本來要自己戴罪逃走，但卻讓不曉得真相的龍馬反被抓去關而恨著他。雖然個性沉著冷靜，但也會有為了目的不擇手段的無情一面，還把被真龍吸收的號及溪輕易地捨棄掉。後來後悔因為早乙女的話讓他背叛同伴，於是為了阻止早乙女而駕駛蓋特2號參戰，並且與為了阻止重量子炸彈的龍馬暫時休戰而一起合作但卻失敗。13年後成為高塔的指揮官，為了讓真龍的爐心融解而與敷島博士一起行動。為了破壞真龍，利用高塔進行自殺攻擊並且轉而駕駛真蓋特。以後將指揮權交給秘書山崎負責而專心當駕駛員。操控蓋特2、真蓋特2。
巴武藏（聲優：辻親八）
日軍少校。在蓋特小隊解散後，加入日軍並且成為失去姐姐和父親的早乙女元氣的監護人。和弁慶一起被下命搬運神秘的貨物而被捲入事件之中。在將元氣交給弁慶後，和趕著去戰鬥的龍馬會合。然後在早乙女研究所中，為了保護早乙女博士，被破壞駕駛艙而戰死。操控蓋特3。必殺技「大雪山崩落」之後由弁慶繼承。然後劇中也沒有和龍馬、隼人一起合體的場景。
由其使出的絕招在港版譯成了「大雪山旋風轉」。由弁慶使出的則由「旋風轉」變成「龍捲風」。
車弁慶（聲優：飯塚昭三，香港配音：陳旭明）
日本軍少校。武藏的後輩。在蓋特小隊解散後、和武藏一起加入日軍。在和武藏一起搬運神秘貨物時遭到侵略者攻擊而被日本政府所保護。武藏也將元氣交給他照顧，在日本毀滅時躲在地下避難所避難。13年後，和凱及溪一起被派到地面上調查結果被卷入高塔和侵略者的戰鬥。當溪遇到危險時，被號駕駛真蓋特所救，自己則是在負傷下擔任真巨熊號的駕駛。在與高塔會合後，和隼人再會但卻因為受傷而被迫脫離戰鬥而將真巨熊號交給凱駕駛。並且因為早乙女的復活而知道溪的身世之謎。當溪被真龍吸收時為了去救她，想用真巨熊號侵入真龍內部。反而發現了未完成而被藏起的巨鯨號。在真龍消失後，為了找它而與新蓋特小隊一起和高塔分別行動。之後在紐約和龍馬再會。而在號離開後與龍馬一起駕駛真蓋特。弁慶在前輩巴武藏死亡後，繼承了巴武藏的柔道必殺技「大雪山崩落」，並且在真蓋特3中施展出來。操控修特T23、真蓋特3。
在與金屬獸·飛龍的一戰中，使出了武藏所傳承的必殺技並大叫「直傳！大雪山崩落！」。（第11話）
在港版該場景中，「直傳」則譯成了「絕招」。
早乙女博士（聲優：麥人，香港配音：陸頌愚）
世界最高的蓋特線研究者。為了宇宙的開發而研究蓋特線的功用，之後在蓋特G的測試中因為失去女兒滿而發狂，實際上為了阻止侵略者的計畫把敵人和我方都欺騙，成為人類的敵人以引導蓋特戰隊。結果被龍馬（其實是隼人）所殺。討好隼人，創造出號、真蓋特和真龍。為了奪取號而復活，而且也要對抗人類。但由於計畫一直被打亂，除了預計要擔任駕駛的號之外，其他兩位駕駛也被殺死。成為侵略者的成員後，在和侵略者一員之一的柯文及史提卡會合後，為和初代蓋特小隊決戰操控金屬獸·飛龍。就在被蓋特烈日彈破壞時和侵略者決別並且將後事託負給龍馬等人後而死亡。分別操控真蓋特、蓋特飛龍、金屬獸·飛龍。
早乙女滿（聲優：長澤美樹，香港配音：龍德瓊）
早乙女博士的女兒。元氣的姐姐。過去擔任蓋特機器人的測試駕駛員來協助研究，但在蓋特機器人G的合體測試中，因為事故而死亡。在發生事故前遭到侵略者的附身，她為了救龍馬和隼人而犠牲。死後從回收的遺體中知道真相的早乙女，卻反過來恨起了龍馬和隼人。因為早乙女的發狂，於是他用滿和自己的DNA作出了人造人‧號。並且由號繼承了滿對妹妹元氣思念的心情。
早乙女元氣（聲優：日高奈留美，香港配音：周文瑛）
早乙女博士的女兒，滿的妹妹。因為以男生的身分來撫養，除了原蓋特小隊外，其他人都不知道她的真正身分。因為姐姐和父親的死讓她的心封閉起來、因此被武藏所收養。

### 侵略者
柯文（聲優：鄉里大輔→三宅健太（《第2次超級機器人大戰Z 再世篇》後））
過去和早乙女博士一起研究在月球的蓋特線，在月球中被侵略者所融合，於是在回到地球後被侵略者占據身體。由於知道早乙女的行動而以言語奪取了國機連，並且殺害各国大使，也是害死滿的兇手之一。以後成為侵略者的士兵而在各處暗中活躍著。是個對蓋特線的可能性充滿興趣和關心的瘋狂科學家。體型巨大，戴著墨鏡。操控金屬獸波賽頓。
史提卡（聲優：廣瀨正志）
和柯文一起致力於月球上的蓋特線研究，也是在研究中被侵略者融合的男人。當回到地球時和柯文一起被侵略者占據身體而成為他們的士兵並且也是害死滿的兇手之一。操控金屬獸獅虎。
外貌與《魔獸戰線》的登場人物：巴爾比亞博士很相似。

### 其他
敷島博士（聲優：鈴木泰明，香港配音：雷霆）
使用蓋特線的遺傳學技術博士。和早乙女博士是好友。他的言行舉止都表現出其瘋狂，可以為了滿足自己的好奇心而不計代價。在高塔遇襲時留到最後一刻，也知道蓋特線所帶來的未來。
古田（聲優：里内信夫）
和凱他們一起被派到地上加以調查的調查員。戴著眼鏡，體形嬌小。
團六（聲優：柳澤榮治）
和凱他們一起被派到地上加以調查的調查員。體型巨大，但沉默寡言。操控修特T23。
修瓦爾茲（聲優：安井邦彦）
為高塔的超級機器人軍的領袖。階級少校。在侵略者襲擊時失去了戀人和夥伴，当初對以蓋特線為動力的蓋特機器人及駕駛員的溪他們相當討厭，之後認同他們是夥伴而與他們和解。史提魯帕的駕駛。
蘭帕特（聲優：秋元羊介）
和修瓦爾茲一起活躍著，史提魯帕的駕駛員。被溪他們所救，但在被侵略者融合時，在弁慶等人面前露出本性。不過卻被出現的號及真蓋特立刻擊破。
秘書（山崎）（聲優：吉岡久仁子，香港配音：龍德瓊）
隼人的秘書。本作中只有十二話裡有介紹她的名字，不過在漫畫版《蓋特機器人號》中則是隼人的未婚妻。由於擅於指揮，於是由隼人拜託他指揮機器人軍團。在《超級機器人大戰D》中，隼人回到蓋特小隊後取代他成為高塔指揮官。
操作者（聲優：千葉千惠巳）
旁白（聲優：神谷明）
在第1話開頭與廣告中擔任旁白。

## 登場機器人

### 蓋特機器人
蓋特機器人
在侵略者一戰中活躍的機體。似乎製造出好幾台，但在劇中只出現過3台蓋特機器人。後來在月球的蓋特線研究基地上也有一台被丟棄的蓋特機器人，及後就被龍馬改造成黑蓋特。本作中蓋特機器人的總重量被統一設定成兩百噸。根據「偉大戰役」的內容，只有在蓋特戰機順序1（飛鷹號）／2（獵豹號）／3（巨熊號），3台合体時，才能發射蓋特光束。在第1話出現的蓋特機器人雖然已經是相當老舊的機體，但能夠因為駕駛者的能力而有著不輸現役的威力。
- 龍馬機：蓋特1。在龍馬入獄時，原本預定由和《蓋特機器人號》的山岸二尉長的很像並且有鬍子的男人，和《蓋特機器人號》的橘翔很像的女駕駛員操控，之後才由被假釋出獄的龍馬所操控。雖然有著可以單獨打倒蓋特飛龍的威力，但在真龍合体時失去了獵豹號和巨熊號。及後和武藏的巨熊號和獵豹號合體成蓋特1殺入研究所，在龍馬進入研究所後就被武藏當作蓋特3使用。由於機體老舊而被說像是快要變成廢鐵般。能把蓋特飛翼變成披風形狀來突擊，更可發射擴散形的蓋特光束。
- 隼人機：蓋特2。匿藏在武藏和弁慶接收容器的設施附近，但武藏和弁慶並沒發現蓋特2的存在。之後，和蓋特3一起前往早乙女研究所，並且在隼人侵入研究所內以後就未再出現。另外本作中蓋特2的鑽頭由TV版的左手變為在右手。
- 武藏機：蓋特3。出場時下身只在貨車內而沒有搭載獵豹號，在侵略者企圖奪取貨車內的容器時被真蓋特所阻止。後來在龍馬跑去追擊早乙女的蓋特飛龍大軍之前，與蓋特2一起前往。及後和龍馬的飛鷹號合體成蓋特1（無人駕駛的飛鷹號則被破壞）。在龍馬進入研究所就變回蓋特3。最後被哥爾和布萊伊破壞駕駛艙，與武藏一起死在研究所內。13年後也依然是保持那種狀態而被丟棄在研究所內。在《超級機器人大戰D》故事早期，隼人交給弁慶的蓋特機器人，就是從早乙女研究所內回收的過去武藏所用的機体。

蓋特機器人G
本作中對抗侵略者以及戰鬥用的量產型蓋特機器人。在早乙女博士的指揮下成為反叛軍，當全部合體時可以成為真龍。與TV動畫版的蓋特G有些微的不同。由於是量產型，所以性能比TV版的蓋特G還差。另外，全體的蓋特機都是由AI自動操控，因此不及龍馬的格鬥技術，所以變成只要使用舊的蓋特1就能擊倒他們。
另外還有一台試作機，但在要合體成蓋特獅虎的合体測試中因為事故而墜毀，也造成駕駛波賽頓號的早乙女滿因此犧牲。
在遊戲《超級機器人大戰α》中也有「量產型蓋特飛龍」登場。在登場作品中被設定成雖然能成為真蓋特機器人，但卻無法合體成真龍（造型則是沿用TV動畫版的蓋特飛龍）。
蓋特飛龍
最常出現的蓋特G空戰形態。和TV版不同，全身赤紅。武裝則和TV版、原作版的蓋特飛龍一樣，設定上似乎也可以使用閃光爆烈（シャインスパーク）。
蓋特獅虎
蓋特G的陸戰形態。本作中和TV版的蓋特G不同，全身藍色，左手在和TV版一樣能發射鎖鍊攻擊的部位裝備有鑽頭。不過因此沒有裝備獅虎飛彈，右手則因為無法變成鑽頭，所以在劇中無法看到音速特別攻擊。
蓋特波賽頓
水中用形態。劇中只出現在一個場景裡。其導彈被設計成比TV版還巨大，劇中還可以這樣直接撞向敵人。而其膝蓋下能不能變成履帶狀態則不明。
真蓋特機器人
本作中最後一部蓋特機器人，是為了保護真龍而製造的。
13年前早乙女博士復活的時侯，為了阻止已發射的重陽子飛彈擊中地球而前往宇宙，但卻被柯文及史提卡妨礙，飛彈擊中研究所。地球因此被蓋特線所污染，周圍一帶處於毀滅狀態。之後被放置在研究所內，直到被偶然迷失在研究所的溪及車弁慶發現，號將其再次起動。之後，由號、溪、車弁慶3人搭乘。其後由凱代替負傷的弁慶。在太平洋的決戰之後由初代蓋特小隊的流龍馬、神隼人、車弁慶3人搭乘。
就性能而言是壓倒性的強。從初代蓋特小隊能和早乙女所駕駛的金屬獸·蓋特機器人G打成均勢並且到最終話能讓出現的巨大侵略者軍團陷入苦戰而足可見其實力。
劇中雖曾被侵略者的綀縛攻擊導致裝甲被破壞，但都只是令駕駛艙發生小規模的爆炸以及從駕駛員未受傷這個事實中來看，可見其機體強度之高。另外，雖然駕駛艙外部常遭到直接攻擊，但因為其高度的緊密性，讓駕駛員都可以不用穿宇宙服。
在宇宙空間時使用蓋特光束時因為宇宙周圍充滿着蓋特線，因此只一擊就將大量的侵略者粉碎，十分強力。但因為有爐心臨界值的問題，而有充電時間的設定而無法作連發攻擊。
在最終話，與真龍使出合作攻擊「終極蓋特光束」「終極蓋特戰斧」，將木星的衛星及侵略者一舉殲滅。從真蓋特在攻擊後因為餘波而失去兩腕而可看到此招威力之巨大，真蓋特亦因此受到嚴重損傷。最後為發動最終武器「真閃光爆烈」而成為真龍的爐心能量增幅爐，讓受到嚴重損傷的真蓋特在真閃光爆烈的威力下再也承受不住，而在光芒之中徐徐崩壞。就在光芒之中，龍馬他們也因此明白真正的「目的」，真蓋特因而在時光的狹縫間消失。
本作中，真蓋特機器人變形時顏色也會有所改變，真蓋特1為紅色、真蓋特2為白色、真蓋特3為黃色。
武裝
- 在本作，真蓋特1可使用「鎌刀」（ゲッターサイト）、「槍」（ゲッターランサー）等武器，蓋特光束有頭部和腹部2種發射方式。頭部的光束為綠色、腹部的光束則是粉紅色（但是，劇中最後有相反的情況）。
- 真蓋特2的武裝，沒有和等武裝，取而代之是裝備了電漿鑽頭颶風（プラズマドリルハリケーン）。
- 真蓋特3的武裝，機體的後部有新設導彈庫，可使出全部飛彈一齊發射的飛彈風暴。肩膊的蓋特飛彈變更為蓋特導向飛彈。另外，使出大雪山崩落的時候，和舊蓋特3同樣，以兩腕伸縮成螺旋狀向敵攻擊。

黑蓋特
為被吹飛到13年後的未來的流龍馬將被丟在月球蓋特線研究基地的蓋特機器人（正確來說是蓋特1）獨自修理，改造並提升其戰鬥能力（特別是近戰）。戰鬥力足以匹敵蓋特G，但變型功能被去除掉。武器則是從兩拳的刺針部位從左下腕部伸出而成大型切刀（書籍上則寫為蓋特腕刀（ゲッターレザー）），然後其蓋特光束也和龍馬的風格相符，而變成著重在格鬥戰中。另外本來的機体顏色是紅色，但在突破大氣層時因為摩擦生熱的問題而變成黑色。第10話被真龍·第2形態吸盡其蓋特能源而掉到海中。
在遊戲《超級機器人大戰D》中也能使用。另外《第2次超級機器人大戰α》及《第3次超級機器人大戰α 終焉的銀河》也有特別的演出。因為留有駕駛艙，所以在機戰系列中能讓3人操控。
2007年則是把它和真蓋特1、蓋特1一起加在轉輪科技系列的商品中。這時還追加了本篇中未登場的新武器。
真龍／真蓋特飛龍
為蓋特G集合、合体所誕生的蓋特機器人，並且在劇中有過3次進化。最終形態則可以變成「真飛龍」（真ドラゴン）、「真獅虎」（真ライガー）、「真波賽頓」（真ポセイドン）等3形態。真龍最終形態的下半身，和漫畫版「蓋特機器人G」登場的烏薩拉酷似。
的操控為號、真獅虎為溪、真波賽頓則為凱。是個能將真蓋特掌握在手中的巨大機器人，全長6000m以上。
並非是由三台蓋特機分離並且合体，而是以中央部的筒狀部位為中心來變身，真飛龍有龍的頭和尾，還有蓋特飛龍的上半身、真獅虎則有巨大鑽頭和火箭及蓋特獅虎的頭和腳、真波賽頓則有巨大的右腕和渦輪狀的左腕、蓋特波賽頓的頭部和附有像是爬蟲類的腳。
擁有將木衛三以蓋特光束一擊粉碎的實力，透過真蓋特機器人的協助還可以製造出人工蟲洞，來進行空間跳躍。然後也擁有決戰兵器「真閃光爆烈」，最終決戰時還有著可以使出破壞數萬公里的次元斷層。威力強大到能產生超越次元境界面並且破壞星球程度的餘波，最後以空間跳躍的衝擊來加以破壞。
在《超級機器人大戰D》中關於原作的事件，只是用來輔助參戰，這時會因為損傷和輸出的問題而暫時無法使用並且要到後半段才會加入我軍，能單獨使出真閃光爆烈。另外在《異世紀機器人大戰3 THE FINAL》（《ACE3》）因為號未被真龍選上成為裡面核心，取而代之是遊戲的原創角色成為裡面的運作核心並且以最終魔王的身分登場。
在《第2次超級機器人大戰Z 再世篇》往後的機戰作品出現時，真龍只有以真飛龍的機體形態登場（不可變形單位，但在武器選擇有變形為真獅虎或真波賽頓來攻擊的招式）。另外重現原作中的真閃光爆烈而被變更成與真蓋特機器人的合體攻擊、在部份作品中也具備母艦的機能。
名稱方面，劇中多以真龍稱呼它，而在官方網站、《超級機器人大戰系列》登場時則名為「真蓋特飛龍」。譯名方面，香港版將譯為「真龍」，而分別描述、形態時則在「真龍」後冠上2、3號作區分。
蓋特皇帝
最終話中登場。當蓋特小隊使用真閃光爆烈產生次元斷層來跳躍時所遇見的機體。
而在該艦裡面，則站著一名疑似龍馬的男性（聲演：石川英郎），並告訴蓋特戰隊「久侯多時了」。
在此OVA登場的只是蓋特皇帝合體前的蓋特戰機，並未進行合體。
皇帝號第一次出現在原作的《真蓋特機器人》中，以下則是原作漫畫版的設定。
- 其合體前的蓋特戰機的光束能一發擊破月球。
- 合體時擁有超越大霹靂的能量。
- 其蓋特戰機擁有比星球還大的體型（合体時會讓周圍的星球與敵人一起被消滅）。
- 透過戰鬥能自行進化。

其他還擁有可以單手抓著蟲洞的威力。由於漫畫版中登場的模樣是還在進化的途中，所以可能預定會有更嚇人的體型。
從他的合體時台詞來看，可以知道作中登場的合體形態為蓋特皇帝1、但和蓋特2、蓋特3相符的機体名稱則不明。
在《蓋特機器人全書》的訪問中，石川賢表示「蓋特飛龍」是「真蓋特龍」進化後，要朝向復活後的皇帝進化的開始。
關於真面目在作品中都未透露，而在回答随行的蓋特軍團的呼喚時的聲音和流龍馬相同。
在遊戲《超級機器人大戰系列》中，在以下作品裡出現在戰鬥畫面裡。
- 《超級機器人大戰D》：當真龍使出「閃光爆烈」時，其蓋特戰機會以背景身分登場。（其實根據蓋特機器人人全書中的設定，真龍的該武器名稱應為「真閃光爆烈」（真シャインスパーク），在其後在參戰的《第二次超級機器人大戰Z 再世篇》中，名稱獲得了修正，但卻被設定成合體技，原著是由於真龍的蓋特爐沒有足夠能量才借用真蓋特的爐心使出決戰兵器「真閃光爆烈」，是真龍的獨有技。）
- 《第3次超級機器人大戰α 終焉的銀河》：當真蓋特1以「真閃光爆烈」打倒敵人時，其蓋特戰機會以背景身分登場。
- 《超級機器人大戰W》：當真蓋特1使出「真閃光爆烈」，其蓋特戰機以背景身分登場。就算沒有打倒敵人也會登場。
- 《第2次超級機器人大戰Z 破界篇 / 再世篇》：遊戲中並沒有出現在戰鬥畫面裡，而是在《再世篇》中重現原作，而在過場事件中以蓋特皇帝的姿態登場。
- 《第3次超級機器人大戰Z 時獄篇 / 天獄篇》：遊戲中使出真閃光爆烈時出現在戰鬥畫面裡，過場事件也有登場。

往往很多人誤解這些遊戲畫面中出現的就是蓋特皇帝，但是仔細一看，全都只是蓋特皇帝的蓋特戰機。合體後，蓋特皇帝的頭部會與合體前的蓋特戰機一號有著些微分別。

### 戰艦
巴比倫塔
第4話開始，由隼人指揮的地上戰艦。配有飛彈，各區域還有在遇到危機時可以用來緊急逃走的逃生艇。另外也擁有蓋特線吸收功能，能朝對手伸出手臂來吸收能源。第11話中由於吸收真龍的能源，超過界限而爆炸。隼人被放出並且由真獵豹號所救，敷島博士則和戰艦一起犧牲。遊戲中則把它寫為「高塔」。
在《超級機器人大戰D》中的故事舞台裡，當在地上時，能以母艦之一而登場（但無法去宇宙）。會像原作一樣而爆炸掉，但在修復後而可以再次使用。序盤中隼人為戰艦的主駕駛，山崎和敷島博士則是輔助駕駛，修復後則由山崎取代歸隊的隼人成為戰艦的主駕駛。雖然敷島博士被卷入爆炸之中，但卻漂流在海裡而被救，因此敷島博士也同樣會以輔助駕駛的身分出擊。
《ACE3》中變成主角的母艦。

### 侵略者 / 金屬獸

在宇宙空間漂流，寄生在蓋特線的細菌狀生命体。將蓋特線當作能源。智力低下且會進行攻擊。也可以改變形狀變成巨大生命體，而有不同面貌。還擁有融合機械或人類的能力，史提卡和柯文就完全遭到侵略者占據身體。當其融合機械時會被稱作金屬獸。而當蓋特線吸收太多而飽和時，身體則會崩壞。
哥爾和布萊伊
為早乙女博士為了得到真龍的駕駛，所作出來的人造人。以龍馬（哥爾）、隼人（布萊伊）的遺傳因子用複製（Clone）的方法所培養，但因為只有鬥爭本能有成長，而成為無法相信是人造人的怪物。能使用超能力。當被真蓋特的蓋特光束打倒後，2人變成侵略者並且融合一起而合体。形成布萊伊的上半身加哥爾的下半身的奇怪姿態並且與蓋特3對決。雖然最後破壞了蓋特3的駕駛艙，但在重陽子飛彈的直擊下，早乙女研究所週圍成為廢墟，他們的消息也不明。
設計原型則是來自恐龍帝国帝王哥爾和百鬼帝国皇帝布萊伊。
金屬獸·帕洛烏
第6話登場。是由第4話登場的帕洛烏殘骸和侵略者融合後所產生的金屬獸。擁有怪力和爪，觸手及飛彈等武器。雖然力量贏過真蓋特1，但卻不及於真蓋特3的怪力並在蓋特飛彈的攻擊下被打敗。
早乙女的金屬獸
第7話登場。本作中沒有名字，但設計是以《蓋特機器人號》的金屬獸·修因RX1為主。可以和周圍的侵略者融合而進化。
偽蓋特機器人G / 金屬獸·飛龍
第11話登場。由真龍身上誕生的蓋特G模樣的金屬獸。看起來和蓋特G的外表有點不同。只要在真龍的內部就能一直重生。由早乙女博士駕駛來和龍馬的真蓋特對戰。飛龍號的操控者是早乙女、獅虎號是史提卡、波賽頓號則是柯文。戰鬥力超過原版，和龍馬的真蓋特打成平手，但因為蓋特烈日彈造成飛龍號部分被破壞而使早乙女死亡。不過獅虎號和波賽頓號卻依然存在，並在機身破損下突破大氣層而來到木星。為了將木星蓋特線太陽化，被取出蓋特爐後就遭到廢棄。
武裝和原版一樣，但追加了相當於飛龍號的嘴巴部位的零件能用來當作迴力鏢，還可以進行咬擊。
在《超級機器人大戰D》中被寫成「金屬獸·飛龍」並且以蓋特飛龍的形態登場。本篇中只有在第12話被稱作金屬獸·飛龍，但在官網中寫成偽蓋特G。而重製版BOX附送的小冊子則在設定畫中維持和機戰一樣的名稱。
鸚鵡螺型金屬獸
第8話登場。和蓋特線吸收裝置融合，而在北極出現。因為將村人作為肉盾而使蓋特小隊陷入苦戰，但遭到突然出現的黑蓋特攻擊而被打敗。
史提卡&柯文
最終話登場。出現在太陽化的木星的爆炸火燄中。是完成融合進化所誕生的巨大化史提卡與柯文。有著比真龍還大的身體，体内中還擁有許多真蓋特以蓋特光束都無法打倒的侵略者。而且還可以將被木星吸收的衛星用來援護攻擊，其強烈的光束砲使蓋特小隊苦戰。最後遭到終極蓋特戰斧的一擊而將它們連衛星一刀兩斷而死。
設計原型來自石川賢的漫畫《虚無戰記》中登場的拉＝克斯細胞。

### 從《蓋特機器人號》中登場的機械
帕洛烏8000D
第4話登場。被侵略者擊倒，殘骸被其所吸收，而成為金屬獸·帕洛烏而朝人類攻擊。無法使用電擊。
修特T23
從第1話登場。有可以分離成直升機和陸上步行機械的Mark2，四足步行的BT-46或宇宙用機型。宇宙用機型的駕駛艙，很接近機車的模樣。
史提魯帕
從第4話登場。由2機一起登場，但蘭帕特機遭到侵略者攻擊而大破，最終話只有修瓦爾茲機存活。《超級機器人大戰D》中也只有修瓦爾茲機登場。
巨鯨號
從第8話登場。作為蓋特小隊的移動基地而活躍著。動力是蓋特線。第10話中被當作誘餌，而將在紐約築巢的侵略者吸引過來並且使用自爆攻擊。由弁慶所指揮，擁有專用色的修特T23。
史提魯轟炸機
第10話、第12話登場。以機器人軍兵器而登場。本作中其腳部可用來收納飛彈的功能被刪掉。在挑戰真龍的第2形態時被蓋特光束擊倒。

## 工作人員
- 企画：DYNAMIC企畫
- 原作：永井豪、石川賢
- 導演：今川泰宏（1～3話、後述）、川越淳（4～13話）
- 系列構成：藤田伸三（5～13話）
- 角色設定：羽山賢二
- 機械設定：山田起生
- 美術：荒井和浩
- 色彩設計：中村近世
- 攝影：宇津畑隆、遠藤泰久
- 編集：關一彥
- 音樂：岩崎文紀
- 音響監督：鶴岡陽太
- 製作人：松本健、南喜長、小沢十光、徳原八州
- 製作：「真蓋特機器人」製作委員會（Bandai Visual、丸紅、Ayers）

## 各話標題
| 話数   | 標題 | 中文直譯標題                  | 香港版標題                 | 劇本     | 分鏡           | 導演       | 作画監督                   |
| ------ | ---- | ----------------------------- | -------------------------- | -------- | -------------- | ---------- | -------------------------- |
| 第1話  |      | 復活！！邪惡要塞 早乙女研究所 | 復活！惡之早乙女研究所     | 藤田伸三 | 矢野博之       | 佐藤豊     | 羽山賢二 山田起生          |
| 第2話  |      | 威脅！！真龍是神或惡魔！      | 威脅！真龍是神還是魔！     | 坂田純一 | 下司泰弘       | 村田雅彦   |                            |
| 第3話  |      | 日本壞滅！！再會了蓋特！      | 日本毀滅！！永別三一萬能俠 |          | 城昌克         | 佐藤豊     | 羽山賢二 山田起生          |
| 第4話  |      | 激震！！滿目瘡痍的大地！        | 激震！！目瘡痍的大地       |          | 元永慶太郎     | 元永慶太郎 | 斎藤久                     |
| 第5話  |      | 出擊！！新戰士們！            | 出擊！！新戰士們           | 藤田伸三 | まついひとゆき | 村田雅彦   | 田村一彦                   |
| 第6話  |      | 惡夢！！被揭發的真實！        | 惡夢！！被揭發真相         | 藤田伸三 | 寺東克己       | 山内富夫   | 木下ゆうき                 |
| 第7話  |      | 決戰！！超級機器人軍團！      | 決戰！！超級機械人軍團     | 藤田伸三 | 川越淳         | 下司泰弘   | 羽山賢二 山田起生          |
| 第8話  |      | 死鬥！！染血的冰原！          | 死鬥！！血染的冰原         | 福島幸典 | まついひとゆき | 島崎奈々子 | 村田雅彦                   |
| 第9話  |      | 謀略！！摩天樓的決鬥！        | 陰謀！！摩天樓的決鬥       | 藤田伸三 | 小林孝志       | 元永慶太郎 | 斎藤久                     |
| 第10話 |      | 降臨！！切斷南海的邪神！      | 降臨！！橫斷南海的邪神     | 福島幸典 | 寺東克己       | 福本潔     | 三原武                     |
| 第11話 |      | 襲來！！蘇醒的亡者們！        | 來襲！！復活的亡魂         | 福島幸典 | 矢野博之       | 佐藤豊     | 田村一彦 山田起生          |
| 第12話 |      | 戰慄！！粉碎的靈魂！          | 戰慄！！碎散之靈魂         | 藤田伸三 | 寺東克己       | 下司泰弘   | 村田雅彦                   |
| 第13話 |      | 閃光！！進化的結果！          | 閃光！進化之盡頭           | 藤田伸三 | 川越淳         | 川越淳     | 田村一彦 羽山賢二 山田起生 |

## 主題曲
片頭曲
（另外也是第13話片尾曲）
作詞：工藤哲雄 / 作曲：千沢仁 / 歌：水木一郎
「HEATS」
作詞：工藤哲雄 / 作曲：羽場仁志 / 編曲：須藤賢一 / 歌：影山浩宣
片尾曲

作詞：工藤哲雄 / 作、編曲：岩崎文紀 / 歌：中瀨聰美&千葉千惠巳

作詞：工藤哲雄&M Rie / 作曲：M Rie / 編曲：須藤賢一 / 歌：岩永雅子

## 漫畫
《真蓋特機器人 世界最後之日》對真蓋特機器人（漫畫：Moo.念平　劇本：赤星政尚）
在影帶版第1集發行約1個月後，收錄在所發售的「不滅的超級機器人大全」（二見書房）的漫畫作品。
雖然標題是《真蓋特機器人 世界最後之日》，但內容和世界觀以設定為準。
揭載誌中《真蓋特機器人 世界最後之日》的介紹和設定也在這部漫畫發表。
真蓋特機器人!! 異聞 Try to Remember（作畫：松本久志　劇本：今川泰宏）
在講談社的《超級機器人大戰貢獻集》（全3集）上連載。全3話。
登場人物、用語和世界觀雖然和OVA版有共通的部分，但故事不同。
另外永井豪的漫畫《学园无聊男》的登場人物也明星系統在裡面登場。

## 逸話
- 本作由兩部所構成，分別是13年前的1-3話及13年後的4話以後。到3話前的工作人員表中關於導演的名字一直沒出現，4話以後才標示為川越淳。現在萬代已經把該資料削除，但到3話時，都是由今川泰宏擔任導演。1998年在製作發表、初期平面廣告以及雜誌訪談也報導為今川導演的作品。另外在之後由今川負責劇本的漫画《真蓋特機器人!! 異聞 Try to Remember》（漫畫：松本久志）也有發表此事。但為何撤換導演，官方至今未有任何正式聲明。而今川當時也僅在角川書店的《newtype》月刊上，淡然提及自己卸下導演職務。

- 坊間傳聞有指今川泰宏於製作1-3話間令本作品預算超支，Bandai才撤去其導演職務，並由後來蓋特OVA系列的導演川越淳代替。

- 亦有一說指今川泰宏於本作製作的後期，使用「下司泰弘」名義暗地裏導演本作，使得本作後期（11-13話）的畫質、人物描繪、故事性以及節奏才回復水準，比較明顯的是在（1-3話、11-13話）和（4-10話）兩者間的分別。但實際上今川與下司兩人除了姓名有相似之處，卻並非同一人，相關動畫製作經歷亦有所不同。

## 遊戲
- 超級機器人大戰系列（萬普 / 萬代南夢宮娛樂）
  - 超級機器人大戰D（2003年、Game Boy Advance）
  - 超級機戰學園（日语：スパロボ学園）（2009年、Nintendo DS）
  - 第2次超級機器人大戰Z 破界篇 / 再世篇（2011年 / 2012年、PlayStation Portable）
  - 超級機器人大戰Card Chronicle（2012年、Mobage）
  - 超級機器人大戰Operation Extend（2013年、PlayStation Portable）
  - 第3次超級機器人大戰Z 時獄篇 / 天獄篇（2014年 / 2015年、PlayStation 3 / PlayStation Vita）
  - 超級機器人大戰V（2017年、PlayStation 4 / PlayStation Vita）
  - 超級機器人大戰X-Ω（日语：スーパーロボット大戦X-Ω）（2017年、iOS / Android）
  - 超級機器人大戰T（2019年、PlayStation 4 / Nintendo Switch）
  - 超級機器人大戰DD（2019年、iOS / Android）
  - 超級機器人大戰30（2021年、PlayStation 4 / Nintendo Switch / Steam）
- 異世紀機器人大戰3 THE FINAL（2007年、萬普 / FromSoftware、PlayStation 2）

## 外部連結
- 真蓋特機器人 世界最後之日  官方網站 （页面存档备份，存于）（日語）